# 69977 Зауродонаті
69977 Зауродонаті (69977 Saurodonati) — астероїд головного поясу, відкритий 28 листопада 1998 року.
Тіссеранів параметр щодо Юпітера — 3,176.